# ليو هيتش
ليو هيتش (بالإنجليزية: Lew Hitch)‏ مواليد 16 يوليو 1929 في غريغسفيل - الوفاة 8 فبراير 2012، كان لاعب كرة سلة أمريكي. بدأ مسيرته الاحترافية في سنة 1951. تم اختياره من قبل فريق لوس أنجلوس ليكرز خلال الدرافت. بلغ طوله 6 قدم 8 بوصة (2.0 م). اعتزل اللعب في 1957. فاز بلقب دوري إن بي إيه.

## المسيرة الاحترافية
لعب مع لوس أنجلوس ليكرز من سنة 1951 إلى 1953، ثم لعب مع أتلانتا هوكس من سنة 1953 إلى 1955، ثم لعب مع لوس أنجلوس ليكرز من سنة 1954 إلى 1957، ثم لعب مع غولدن ستايت ووريورز في سنة 1957.

## روابط خارجية
- ليو هيتش على موقع إن بي أي (الإنجليزية)
- ليو هيتش على موقع سبورتس رفرنس (الإنجليزية)
- ليو هيتش على موقع كلية كرة السلة في سبورتس رفرنس.كوم (الإنجليزية)
- ليو هيتش على موقع ريلجم (الإنجليزية)
- ليو هيتش على موقع بروبوليرز (الإنجليزية)